# Scelotrichia melanella
Scelotrichia melanella är en nattsländeart som beskrevs av Wolfram Mey 1998. Scelotrichia melanella ingår i släktet Scelotrichia och familjen smånattsländor. Inga underarter finns listade i Catalogue of Life.